# لي س. تورنر
لي س. تورنر (بالإنجليزية: Leigh C. Turner)‏ هو لاعب كرة قاعدة أمريكي، ولد في 11 فبراير 1879 في روس في الولايات المتحدة، وتوفي في 1971.